# Invierno Árabe
Invierno Árabe (en árabe: الشتاء العربي‎ ash-shitāʼ al-ʻarabī), es un término usado para describir a la violencia a gran escala y la inestabilidad política y social que se desarrolló después de las protestas de la Primavera Árabe y de los países que forman parte de la Liga Árabe como consecuencia de la represión llevada a cabo por grupos radicales islámicos a miembros del Partido Baath, islamistas moderados, laicos y movimientos prodemócratas. Dicha denominación también hace referencia a los acontecimientos en el mundo árabe, entre ellos, la guerra civil siria, la insurgencia iraquí, la crisis y golpe de Estado en Egipto, la segunda guerra de Libia, la inestabilidad política en Yemen y la guerra contra el Estado Islámico.
Los acontecimientos políticos, especialmente la restauración de autoritarismo militar y la represión de las libertades en Egipto acaecido el 3 de julio de 2013, se ha descrito como «un invierno militar que trabaja contra los principales objetivos de la Primavera Árabe». 
Los hechos acontecidos en Libia, Líbano, Baréin también han sido descritos por el profesor Sean Yom como escenarios menores de este fenómeno.
Se caracterizó por la aparición de varias guerras civiles, escalada regional, inestabilidad, decadencia económica y demográfica en las naciones árabes, además de gran afluencia de yihadistas extranjeros y los conflictos étnicos y sectarios religiosos. Desde el verano de 2014, el Invierno Árabe produjo alrededor de doscientos cincuenta mil decesos y millones de refugiados. 
De acuerdo con el Centro Moshe Dyan para estudios africanos y del Cercano Oriente, desde enero de 2014, el costo de la agitación política árabe es de aproximadamente 800 mil millones de dólares. Cerca de 16 millones de personas desplazadas necesitan ayuda humanitaria.

## Definición
El término invierno árabe típicamente incluye los siguientes eventos:
| País                 | Evento                                            | Año de comienzo |
| -------------------- | ------------------------------------------------- | --------------- |
| Siria                | Guerra civil siria                                | 2011            |
| Irak                 | Insurgencia iraquí (2011-2013)                    | 2011            |
| Irak                 | Guerra civil iraquí                               | 2014            |
| Egipto               | Crisis egipcia                                    | 2011            |
| Egipto               | Golpe de Estado en Egipto de 2013                 | 2013            |
| Libia                | Crisis libia                                      | 2011            |
| Libia                | Segunda guerra civil libia                        | 2014            |
| Yemen                | Guerra civil yemení                               | 2014            |
| Líbano               | Desbordamiento de la guerra civil siria en Líbano | 2011            |
| Catar Arabia Saudita | Crisis diplomática de Catar                       | 2017            |
| Catar Arabia Saudita | Guerra subsidiaria catarí-saudita                 | 2011            |
| Túnez                | Crisis política de Túnez de 2013-2014             | 2013            |

## Conflicto sirio
El conflicto sirio empezó con protestas contra el presidente sirio Bashar al-Asad. Grupos de radicales islámicos como el Frente Al-Nusra han crecido y han sido acusados de corrupción y crimen. Actualmente es reconocida como la guerra más sangrienta del siglo XXI.

## Guerra contra el Estado Islámico de Irak y el Levante.
Como consecuencia de la anarquía traída tras los levantamientos revolucionarios de la Primavera Árabe, una red de Al Qaeda en Irak se expandió por Oriente Medio y África del Norte, tras haber instalado una especie de califato en Siria e Irak y autodenominarse Estado Islámico de Irak y el Levante —en árabe: الدولة الإسلامية في العراق والشام, ad-Dawlah al-Islāmiyah fī 'l-ʿIrāq wa-sh-Shām— siendo combatida por una enorme coalición entre ejércitos árabes y occidentales con el fin de detener su creciente expansión.

## Término
El golpe de Estado en Egipto y la guerra civil en Libia han complicado la situación política de Cercano Oriente. El término «Primavera Árabe» apareció en una revista neoconservadora de Francia para describir el efecto de las protestas, caso contrario de la denominación «Invierno Árabe», del cual se desconoce su origen.